# Craugastor matudai
La rana chirriadora de Matuda (Craugastor matudai) es una especie de Anura de la familia Craugastoridae. Es nativa de Guatemala y el sur de México.

## Distribución y hábitat
Su área de distribución incluye el sur de México (Chiapas) y Guatemala (San Marcos). 
Su hábitat natural se compone de bosque de pino-encino. Su rango altitudinal se encuentra entre 1500 y 2000 m s. n. m.